# Epigonus lenimen
Epigonus lenimen és una espècie de peix pertanyent a la família dels epigònids.

## Descripció
- Pot arribar a fer 21 cm de llargària màxima.
- 7 espines i 9 radis tous a l'aleta dorsal.
- Presència d'espina opercular.[2][3][4]

## Depredadors
A Austràlia és depredat per Macruronus novaezelandiae i Hoplostethus atlanticus.

## Hàbitat
És un peix marí, mesobentònic-pelàgic i batidemersal que viu entre 530 i 820 m de fondària sobre el fons marí principalment i entre les latituds 30°S-50°S.

## Distribució geogràfica
Es troba al sud de Madagascar, la Gran Badia Australiana, el mar de Tasmània i l'est de Nova Zelanda.

## Observacions
És inofensiu per als humans.